# مركز الملك فيصل للبحوث والدراسات الإسلامية
مركز الملك فيصل للبحوث والدراسات الإسلامية أحد أجهزة مؤسسة الملك فيصل الخيرية وله شخصية اعتبارية وميزانية مستقلة، أسس عام 1405هـ/1983 م، ومقره الرئيسي في مدينة الرياض، المملكة العربية السعودية. أُنشئ المركز لمواصلة الرسالة النبيلة للملك فيصل بن عبدالعزيز رحمه الله (1906- 1975م) في نشر العلم والمعرفة بين المملكة وبقية دول العالم. ويعدُّ المركز منصة بحثٍ تجمع بين الباحثين والمؤسسات لحفظ العمل العلمي ونشره وإنتاجه، ويهدف إلى توسيع نطاق المؤلفات والبحوث الحالية؛ لتقديمها إلى صدارة المناقشات والمساهمات العلمية، واهتمامات المجتمعات الإسلامية في العلوم الإنسانية، والعلوم الاجتماعية، والفنون والآداب.

## النشاط
يعد مركز الملك فيصل للبحوث والدراسات الإسلامية، هيئة علمية بحثية، ويهدف إلى توفير نشاط علمي في مجال الدراسات الإسلامية والإنسانية من خلال:
- المكتبة
- البحوث
- المحاضرات والندوات
- الدوريات

## أهداف المركز
الأهداف الإستراتيجية للسنوات الخمس القادمة:
1. زيادة الوعي والمعرفة بتراث الملك فيصل بن عبد العزيز –رحمه الله- لحفظ ذكراه وتوثيق مساهماته في خدمة البشرية.
2. تحفيز ودعم الحوار وتوثيق على التعاون المعرفي لتحقيق الأهداف العلمية للمركز.
3. التركيز على الإنتاج البحثي العلمي في العلوم الإنسانية.
4. حفظ التراث الإسلامي وتحقيقه.
5. رفع مستوى البنية التحتية التقنية والتطبيقات الإلكترونية والحضور الإلكتروني لتيسير تحقيق أهداف المركز.

## قواعد المعلومات
- قاعدة المعلومات الببليوجرافية عن الإعلام الإسلامي
- قاعدة المعلومات الببليوجرافية عن التربية الإسلامية
- قاعدة المعلومات الببليوجرافية عن العالم الإسلامي
- قاعدة المعلومات الببليوجرافية عن الملك فيصل
- قاعدة المعلومات عن المتخصصين في الدراسات العربية
- قاعدة المعلومات الببليوجرافية عن الرسائل الجامعية
- قاعدة معلومات المخطوطات المحققة والمنشورة
- قاعدة المعلومات الببليوجرافية عن المرأة
- قاعدة معلومات الدول والأقليات الإسلامية
- قاعدة ببليوجرافية عن الاقتصاد والإسلامي
- قاعدة المعلومات الببليوجرافية عن خزانة التراث
- قاعدة المعلومات الببليوجرافية للمخطوطات الإسلامية

- قاعدة المعلومات الببليوجرافية عن الرسائل الجامعية

## معرض أسفار
أفتتح معرض أسفار في مارس 2022م، حيث يأتي االمعرض ضمن الاهتمام الفكري والثقافي الذي يوليه مركز الملك فيصل للبحوث والدراسات الإسلامية بالتراث العربي والإسلامي، والتعريف بدوره الثقافي في المحافظة على المخطوطات والوثائق الفريدة والنادرة، وإتاحتها للباحثين والمختصين في مجالات التاريخ والتراث من مختلف دول العالم.

## وصلات خارجية
- مركز الملك فيصل للبحوث والدراسات الإسلامية - King Faisal Centre for Research and Islamic Studies